# Hymenophyllum sampaioanum
Hymenophyllum sampaioanum är en hinnbräkenväxtart som beskrevs av Alexander Curt Brade och Rosenst. Hymenophyllum sampaioanum ingår i släktet Hymenophyllum och familjen Hymenophyllaceae. Inga underarter finns listade.